# Brudepris
Brudepris er et pengebeløb, ejendom eller formue, der betales til en kvindes forældre for retten til at ægte deres datter. Tilfælde, hvor størstedelen af aktiverne tilfalder kvinden (bruden), kaldes medgift. Brudepris forekommer ofte i afrikanske samfund, men er udbredt også i dele af Middelhavet, Mellemøsten, Stillehavet og Sydøstasien. I samfund, hvor brudepris eller medgift forekommer, indgår udvekslingen af værdier en væsentlig del af de ægteskabelige sammenfletninger af slægtskabsgrupper eller familie, og kan være en vigtig del af ægteskabsritualet og fejringen af brylluppet. Omfang og størrelse af brudepris varierer betydeligt og kan variere fra betydelige monetære værdier til symbolsk vigtige rituelle genstande..
I sin mest almindelige form overfører en eller flere repræsentanter fra gommens familie værdiobjekter til et eller flere medlemmer af brudens nære famile. Værdigenstande, der overføres, kan være pengebeløb, husdyr, fast ejendom, forbrugsgoder, rituelle genstande eller arbejde. Praksis og regler for udveksling kan være detaljerede og omfattende. De kan også være baseret på religiøse forskrifter og kan have geografiske variationer. Aftalen om brudepris kan være skriftlig eller mundtlig. Som en del af ægteskabsritualer er brudepris en social udveksling, der kan være nødvendig for at konsolidere en ægteskabspagt og give familiær eller social tilhørighed, men kan også regulere arverettigheter, samt konsolidere og omfordele familiers og gruppers økonomiske midler gennem omfattende udvekslingsystemer.
Anvendelse af brudeprisen til at sikre en brudens bror en ægtefælle er almindelig og kan være enkle og lige udvekslinger mellem to ægteskab grupper. Brudepris ses også at indgå i cirkulære systemer med flere grupper, der kan strække sig over flere generationer.
I modsætning til medgift overføres brudepris til brudens familie og kommer ikke nødvendigvis det nygifte par til gode, da ægteparret ofte bor sammen med mandens familie, der har overtaget ansvaret for og forpligtelserne over for kvinden.